# Арройоондо
Арройоондо или Арройо-Ондо (исп. Arroyohondo) — город и муниципалитет на севере Колумбии, на территории департамента Боливар.

## История
Поселение, из которого позднее вырос город, было основано 31 октября 1791 года.

## Географическое положение

Муниципалитет Арройоондо

Город расположен в северной части департамента, в пределах Прикарибской низменности, на правом берегу реки Арройо-Гранде, на расстоянии приблизительно 50 километров к востоку-юго-востоку (ESE) от города Картахена, административного центра департамента. Абсолютная высота — 53 метра над уровнем моря.
Муниципалитет Арройоондо граничит на северо-востоке, востоке и юго-востоке с территорией муниципалитета Каламар, на северо-западе, западе и юго-западе — с муниципалитетом Маатес. Площадь муниципалитета составляет 162 км².

## Население
По данным Национального административного департамента статистики Колумбии, совокупная численность населения города и муниципалитета в 2015 году составляла 9907 человек.
Динамика численности населения муниципалитета по годам:
| 2005 | 2006 | 2007 | 2008 | 2009 | 2010 | 2011 | 2012 | 2013 | 2014 | 2015 |
| ---- | ---- | ---- | ---- | ---- | ---- | ---- | ---- | ---- | ---- | ---- |
| 8804 | 8897 | 8995 | 9091 | 9202 | 9301 | 9426 | 9534 | 9656 | 9782 | 9907 |

Согласно данным переписи 2005 года мужчины составляли 52,9 % от населения Арройоондо, женщины — соответственно 47,1 %. В расовом отношении белые и метисы составляли 97,2 % от населения города; негры, мулаты и райсальцы — 2,8 %.
Уровень грамотности среди всего населения составлял 78,4 %.

## Экономика
Основу экономики Арройоондо составляют сельское хозяйство и рыболовство.

61,2 % от общего числа городских и муниципальных предприятий составляют предприятия торговой сферы, 26,9 % — предприятия сферы обслуживания, 11,9 % — предприятия иных отраслей экономики.